# Стефан (Андриашенко)

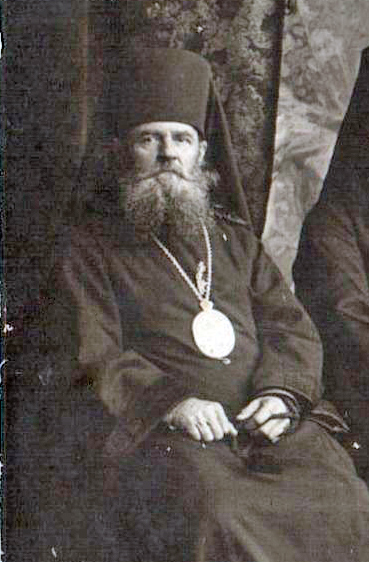

Архиепископ Стефан (в миру Степан Максимович Адриашенко или Андриашенко; 25 октября 1870, деревня Красный Кут, Екатеринославская губерния — ок. 1941) — епископ Русской православной церкви, архиепископ Арзамасский, викарий Горьковской епархии.

## Биография
В 1894 году окончил Екатеринославскую духовную семинарию.
26 сентября 1894 года рукоположён в сан иерея.
В 1896 году окончил три курса медицинского университета.
7 мая 1924 года в Крестовоздвиженской церкви в Екатеринославе пострижен в монашество.
11 мая 1924 года хиротонисан во епископа Александровского, викария Днепропетровской епархии. Чин хиротонии совершили архиепископ Иоанникий (Соколовский), епископ Борис (Шипулин), епископ Мелитопольский Сергий (Зверев), епископ Елизаветградский Онуфрий (Гагалюк).
В том же году был арестован. Выслан в Харьков без права выезда.
Освобождён из ссылки в 1926 году и временно управлял всей Екатеринославской епархией с титулом «Александровский и Павлоградский».
В сентябре 1926 года арестован, приговорён к 3 годам ссылки в Казахстан. Выслан в Среднюю Азию.
С 13 декабря 1933 года — епископ Рыльский, викарий Курской епархии.
9 июля 1934 года возведён в сан архиепископа.
9 мая 1935 года — архиепископ Арзамасский, викарий Горьковской епархии.
В конце 1935 года арестован. В 1936 году приговорён 5 годам ссылки в Архангельск.
В 1940 году отбыл срок. Проживал в Архангельске.
14 февраля 1941 года арестован в Архангельске. Приговорён к восьми годам ИТЛ.
Умер в лагере приблизительно в 1941 году.